# Psaume 59 (58)

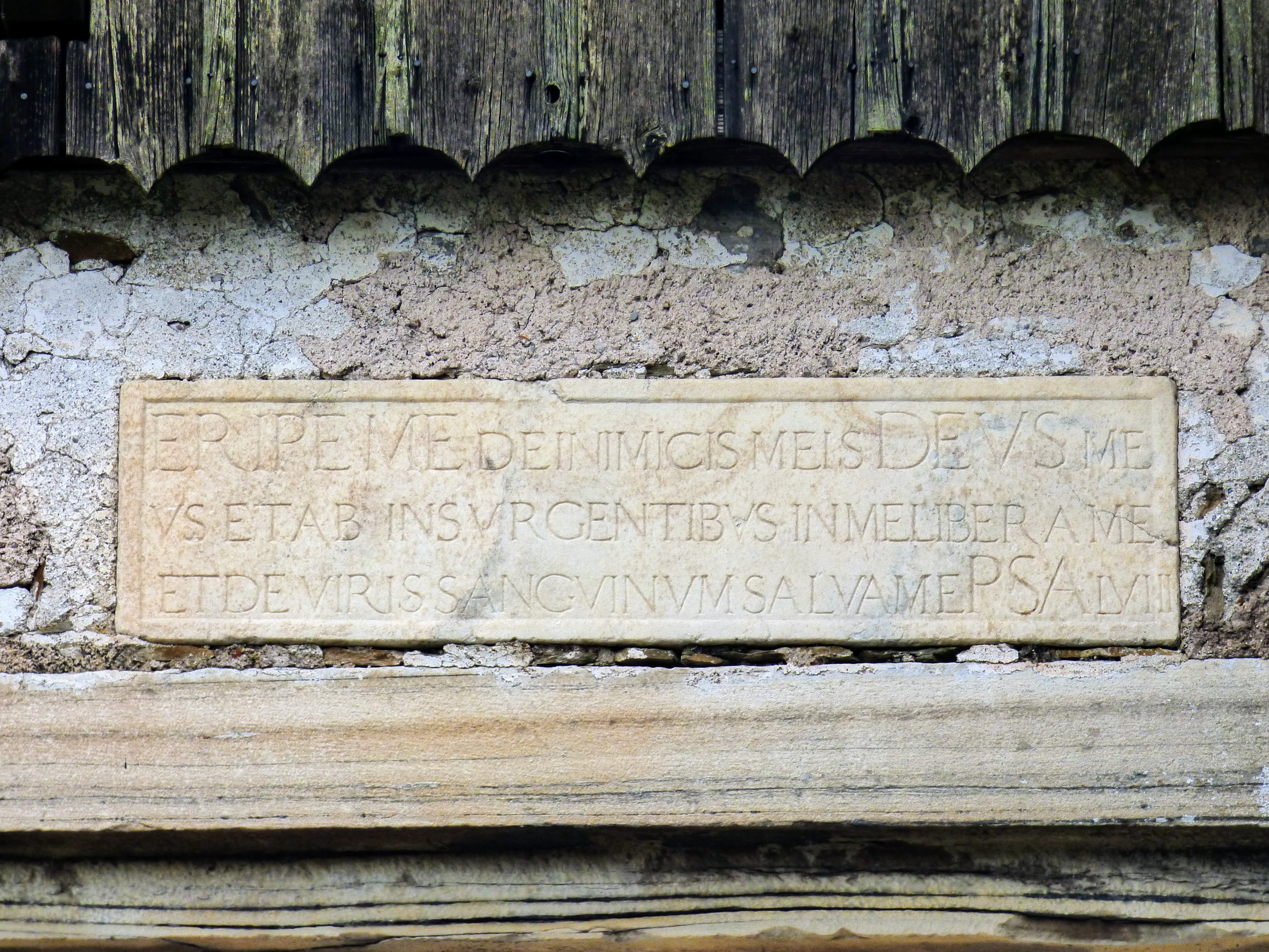
gravure des premiers versets du psaume 59

Le psaume 59 (58 selon la numérotation grecque) est le 59e psaume.

## Texte
| 1  | לַמְנַצֵּחַ אַל-תַּשְׁחֵת, לְדָוִד מִכְתָּם: בִּשְׁלֹחַ שָׁאוּל;וַיִּשְׁמְרוּ אֶת-הַבַּיִת, לַהֲמִיתוֹ.                      | Au chef des chantres. 'Ne détruis pas.' Hymne de David. Lorsque Saül envoya cerner la maison, pour le faire mourir.                                         | In finem, ne disperdas. David in tituli inscriptionem, quando misit Saul et custodivit domum ejus ut eum interficeret.                                             |
| 2  | הַצִּילֵנִי מֵאֹיְבַי אֱלֹהָי; מִמִּתְקוֹמְמַי תְּשַׂגְּבֵנִי.                                              | Mon Dieu ! délivre-moi de mes ennemis, protège-moi contre mes adversaires !                                                                                 | Eripe me de inimicis meis, Deus meus, et ab insurgentibus in me libera me.                                                                                         |
| 3  | הַצִּילֵנִי, מִפֹּעֲלֵי אָוֶן; וּמֵאַנְשֵׁי דָמִים, הוֹשִׁיעֵנִי.                                         | Délivre-moi des malfaiteurs, et sauve-moi des hommes de sang !                                                                                              | Eripe me de operantibus iniquitatem, et de viris sanguinum salva me.                                                                                               |
| 4  | כִּי הִנֵּה אָרְבוּ, לְנַפְשִׁי-- יָגוּרוּ עָלַי עַזִּים;לֹא-פִשְׁעִי וְלֹא-חַטָּאתִי יְהוָה.                      | Car voici, ils sont aux aguets pour m’ôter la vie ; des hommes violents complotent contre moi, sans que je sois coupable, sans que j’aie péché, ô Éternel ! | Quia ecce ceperunt animam meam; irruerunt in me fortes. |
| 5  | בְּלִי-עָו‍ֹן, יְרֻצוּן וְיִכּוֹנָנוּ; עוּרָה לִקְרָאתִי וּרְאֵה.                                        | Malgré mon innocence, ils courent, ils se préparent : Réveille-toi, viens à ma rencontre, et regarde !                                                      | Neque iniquitas mea, neque peccatum meum, Domine; sine iniquitate cucurri, et direxi.                                                                              |
| 6  | וְאַתָּה יְהוָה-אֱלֹהִים צְבָאוֹת, אֱלֹהֵי יִשְׂרָאֵל-- הָקִיצָה, לִפְקֹד כָּל-הַגּוֹיִם;אַל-תָּחֹן כָּל-בֹּגְדֵי אָוֶן סֶלָה. | Toi, Éternel, Dieu des armées, Dieu d’Israël, lève-toi, pour châtier toutes les nations ! N’aie pitié d’aucun de ces méchants infidèles !                   | Exsurge in occursum meum, et vide: et tu, Domine Deus virtutum, Deus Israel, intende ad visitandas omnes gentes: non miserearis omnibus qui operantur iniquitatem. |
| 7  | יָשׁוּבוּ לָעֶרֶב, יֶהֱמוּ כַכָּלֶב; וִיסוֹבְבוּ עִיר.                                              | Ils reviennent chaque soir, ils hurlent comme des chiens, ils font le tour de la ville.                                                                     | Convertentur ad vesperam, et famem patientur ut canes: et circuibunt civitatem.                                                                                    |
| 8  | הִנֵּה, יַבִּיעוּן בְּפִיהֶם--חֲרָבוֹת, בְּשִׂפְתוֹתֵיהֶם: כִּי-מִי שֹׁמֵעַ.                                  | Voici, de leur bouche ils font jaillir le mal, des glaives sont sur leurs lèvres ; Car, qui est-ce qui entend ?                                             | Ecce loquentur in ore suo, et gladius in labiis eorum: quoniam quis audivit?                                                                                       |
| 9  | וְאַתָּה יְהוָה, תִּשְׂחַק-לָמוֹ; תִּלְעַג, לְכָל-גּוֹיִם.                                             | Et toi, Éternel, tu te ris d’eux, tu te moques de toutes les nations.                                                                                       | Et tu, Domine, deridebis eos; ad nihilum deduces omnes gentes. |
| 10 | עֻזּוֹ, אֵלֶיךָ אֶשְׁמֹרָה: כִּי-אֱלֹהִים, מִשְׂגַּבִּי.                                                | Quelle que soit leur force, c’est en toi que j’espère, car Dieu est ma haute retraite.                                                                      | Fortitudinem meam ad te custodiam, quia, Deus, susceptor meus es:                                                                                                  |
| 11 | אֱלֹהֵי חסדו (חַסְדִּי) יְקַדְּמֵנִי; אֱלֹהִים, יַרְאֵנִי בְשֹׁרְרָי.                                     | Mon Dieu vient au-devant de moi dans sa bonté, Dieu me fait contempler avec joie ceux qui me persécutent.                                                   | Deus meus misericordia ejus praeveniet me. |
| 12 | אַל-תַּהַרְגֵם, פֶּן יִשְׁכְּחוּ עַמִּי--הֲנִיעֵמוֹ בְחֵילְךָ, וְהוֹרִידֵמוֹ: מָגִנֵּנוּ אֲדֹנָי.                      | Ne les tue pas, de peur que mon peuple ne l’oublie ; fais-les errer par ta puissance, et précipite-les, Seigneur, notre bouclier !                          | Deus ostendet mihi super inimicos meos: ne occidas eos, nequando obliviscantur populi mei. Disperge illos in virtute tua, et depone eos, protector meus, Domine:   |
| 13 | חַטַּאת-פִּימוֹ, דְּבַר-שְׂפָתֵימוֹ:וְיִלָּכְדוּ בִגְאוֹנָם; וּמֵאָלָה וּמִכַּחַשׁ יְסַפֵּרוּ.                          | Leur bouche pèche à chaque parole de leurs lèvres : Qu’ils soient pris dans leur propre orgueil ! Ils ne profèrent que malédictions et mensonges.           | delictum oris eorum, sermonem labiorum ipsorum; et comprehendantur in superbia sua. Et de execratione et mendacio annuntiabuntur                                   |
| 14 | כַּלֵּה בְחֵמָה, כַּלֵּה וְאֵינֵמוֹ:וְיֵדְעוּ--כִּי-אֱלֹהִים, מֹשֵׁל בְּיַעֲקֹב; לְאַפְסֵי הָאָרֶץ סֶלָה.                 | Détruis-les, dans ta fureur, détruis-les, et qu’ils ne soient plus ! Qu’ils sachent que Dieu règne sur Jacob, jusqu’aux extrémités de la terre !:Pause      | in consummatione: in ira consummationis, et non erunt. Et scient quia Deus dominabitur Jacob, et finium terrae.                                                    |
| 15 | וְיָשֻׁבוּ לָעֶרֶב, יֶהֱמוּ כַכָּלֶב; וִיסוֹבְבוּ עִיר.                                              | Ils reviennent chaque soir, ils hurlent comme des chiens, ils font le tour de la ville.                                                                     | Convertentur ad vesperam, et famem patientur ut canes: et circuibunt civitatem.                                                                                    |
| 16 | הֵמָּה, ינועון (יְנִיעוּן) לֶאֱכֹל-- אִם-לֹא יִשְׂבְּעוּ, וַיָּלִינוּ.                                 | Ils errent çà et là, cherchant leur nourriture, et ils passent la nuit sans être rassasiés.                                                                 | Ipsi dispergentur ad manducandum; si vero non fuerint saturati, et murmurabunt.                                                                                    |
| 17 | וַאֲנִי, אָשִׁיר עֻזֶּךָ-- וַאֲרַנֵּן לַבֹּקֶר, חַסְדֶּךָ:כִּי-הָיִיתָ מִשְׂגָּב לִי; וּמָנוֹס, בְּיוֹם צַר-לִי.            | Et moi, je chanterai ta force ; dès le matin, je célébrerai ta bonté. Car tu es pour moi une haute retraite, un refuge au jour de ma détresse.              | Ego autem cantabo fortitudinem tuam, et exsultabo mane misericordiam tuam: quia factus es susceptor meus, et refugium meum in die tribulationis meae.              |
| 18 | עֻזִּי, אֵלֶיךָ אֲזַמֵּרָה: כִּי-אֱלֹהִים מִשְׂגַּבִּי, אֱלֹהֵי חַסְדִּי.                                      | Ô ma force ! c’est toi que je célébrerai, car Dieu, mon Dieu tout bon, est ma haute retraite.                                                               | Adjutor meus, tibi psallam, quia Deus susceptor meus es; Deus meus, misericordia mea.                                                                              |

## Usages liturgiques

### Dans le judaïsme
Le verset 18 se trouve dans la prière de la Amida de Rosh Hashanah.
Le psaume 59 est l'un des dix psaumes de la Tikkun HaKlali de Rabbi Nahman de Bratslav,.